# John Pilger
John Pilger   (Sydney, 9 d'octubre de 1939 - Londres, 30 de desembre de 2023) va ser un periodista, escriptor i director de cinema documental australià. Va residir a Anglaterra des del 1962.

## Trajectòria
Pilger va ser un crític rigorós de la política exterior estatunidenca, australiana i britànica, que considerava impulsada per una agenda imperialista i colonialista. També va criticar el tracte que dispensa el seu país natal als aborígens australians. La primera vegada que va centrar l'atenció mediàtica internacional va ser pels seus informes sobre el genocidi cambodjà perpetrat entre 1975 i 1979 pels khmers rojos.
La seva carrera com a documentalista audiovisual va començar amb The Quiet Mutiny (1970), realitzada durant un viatge al Vietnam, i va continuar amb més de 50 pel·lícules documentals des de llavors, com per exemple Year Zero (1979), sobre les seqüeles del règim de Pol Pot a Cambodja, i Death of a Nation: The Timor Conspiracy (1993). Entre les seves nombroses pel·lícules documentals sobre els aborígens australians destaquen The Secret country (1985) i Utopia (2013). Va treballar al Daily Mirror del 1963 al 1986, i va escriure una columna regular per al setmanari New Statesman del 1991 al 2014.
Pilger va guanyar el Premi al periodista britànic de l'any el 1967 i el 1979. Els seus documentals van ser premiats a tot el món, incloent uns quants premis BAFTA. La crítica a les pràctiques dels principals mitjans de comunicació van ser un tema habitual en l'obra de Pilger. El seu arxiu es troba a la Biblioteca Britànica.

## Crítica al periodisme corporatiu
El 2008, en una entrevista amb Ian Burrell de The Independent, Pilger va comentar: «La influència de The Independent i The Guardian és molt més gran del que es podria pensar. No crec que la majoria de la gent a la Gran Bretanya tingui els anomenats valors de The Daily Telegraph i el Daily Mail, i certament no de The Sun. Això no vol dir que s'apleguin en massa per llegir The Guardian i The Independent, clarament no ho fan. Però de vegades, aquests diaris parlen i fan gestos cap a la gent, o ho fan veure. Sense ells hi hauria uns mitjans de comunicació completament tancats».
No estava d'acord amb el concepte de mitjans de comunicació convencionals, i va dir a una audiència de la Universitat de Lincoln el 2009:
| « | Crec que el públic comença a veure els mitjans corporatius com un sistema de propaganda, una monocultura les diferències de la qual —una mica com la política partidista— són il·lusòries.» | » |

Pilger va criticar molts periodistes dels mitjans corporatius. Durant l'administració del president Bill Clinton als Estats Units, Pilger va atacar el Projecte Britànic-Americà com un exemple de Francmaçoneria atlantista. Va afirmar el novembre de 1998 que «molts membres són periodistes, els soldats d'infanteria essencials en qualsevol xarxa dedicada al poder i la propaganda». El 2002, va dir que «molts periodistes ara no són més que canalitzadors i ecos del que Orwell anomenava la veritat oficial».
També el 2003, va criticar el que va anomenar el lobby liberal que promou l'assassinat des de darrere d'una màscara humanitària. Va dir que David Aaronovitx exemplificava els portadors de mascareta i va assenyalar que Aaronovitch havia escrit que l'atac a l'Iraq seria la part fàcil. Aaronovitch va respondre a un article de Pilger sobre els mitjans de comunicació convencionals el 2003 com un dels seus «típics articles sobre la corrupció de la majoria de periodistes (és a dir, gent com jo [Aaronovitx]) enfront de la valentia d'uns quants (és a dir, gent com ell)».

En un discurs a la Universitat de Colúmbia el 14 d'abril de 2006, Pilger va dir:
| « | Durant la Guerra Freda, un grup de periodistes russos va fer una gira pels Estats Units. L'últim dia de la seva visita, els seus amfitrions els van preguntar quines impressions havien tingut. «Us he de dir», va dir el seu portaveu, «que ens va sorprendre descobrir, després de llegir tots els diaris i veure la televisió, que totes les opinions sobre tots els temes vitals eren, en general, les mateixes. Per obtenir aquest resultat al nostre país, empresonem la gent, els arrenquem les ungles. Aquí, això no és possible». Quin és el secret? Com ho fas?' | » |

En una altra ocasió, mentre parlava amb estudiants de periodisme de la Universitat de Lincoln, Pilger va dir que el periodisme convencional significa periodisme corporatiu. Per tant, creu que representa més els interessos corporatius que els del públic.

### BBC
Pilger va escriure el desembre de 2002 sobre el requisit d'imparcialitat de la radiodifusió britànica com un eufemisme per a la visió consensuada de l'autoritat establerta. Va escriure que «els informatius de la televisió de la BBC van transmetre fidelment paraula per paraula la propaganda governamental dissenyada per estovar el públic davant l'atac de Blair a l'Iraq». En el seu documental The War You Don't See (2010), Pilger va tornar a aquest tema i va acusar la BBC de no cobrir el punt de vista de les víctimes, civils atrapats en les guerres a l'Afganistan i l'Iraq. A més, va assenyalar els 48 documentals sobre Irlanda realitzats per a la BBC i la ITV entre 1959 i finals de la dècada del 1980 que van ser retardats o alterats abans de la transmissió, o completament suprimits.

## Vida personal
Pilger estava casat amb el periodista Scarth Flett, néta del metge i geòleg Sir John Smith Flett. El seu fill Sam va néixer el 1973 i és periodista esportiu. Pilger també va tenir una filla, Zoe Pilger (autora i crítica d'art), nascuda el 1984, amb la periodista Yvonne Roberts.
A part de les notícies i l'actualitat, a Pilger li agradava cuinar, fer surf, la televisió i l'esport. El seu llibre preferit és Catch-22 de Joseph Heller i la seva cançó preferida: Blue Moon Of Kentucky d'Elvis Presley. Després d'aparèixer a Desert Island Discs el 18 de febrer de 1990, va revelar que el seu article de luxe era una màquina d'escriure.

## Mort i homenatges
Pilger va morir de fibrosi pulmonar a Londres el 30 de desembre de 2023, als 84 anys; li va sobreviure Jane Hill, la seva parella durant trenta anys.

### Homenatges
Director general de Mitjans de Comunicació i Entreteniment d'ITV. Kevin Lygo va dir: «John va ser un gegant del periodisme de campanya. Tenia una veu editorial clara i distintiva que va utilitzar amb gran efecte al llarg de la seva distingida carrera cinematogràfica. Els seus documentals eren atractius, desafiadors i sempre molt dignes de veure […] Va evitar el consens còmode i, en canvi, va oferir un enfocament radical i alternatiu sobre l'actualitat i una plataforma per a les veus dissidents durant més de 50 anys».
Diversos periodistes van retre homenatge a Pilger després de la seva mort, com ara l'editor d'Afers Internacionals de la BBC, John Simpson, l'expresentador de Channel 4 News, Jon Snow, Solomon Hughes de Private Eye, i Ros Wynne-Jones del Daily Mirror.
La revista acadèmica Ethical Space va oferir diversos homenatges a Pilger, a més de ser recopilats al seu lloc web. Els 45è Premis Emmy de Notícies i Documentals també van retre homenatge el 2024 (a l'1:44). El BFI va acollir la taula rodona: L'efecte Pilger: una celebració de la vida i obra de John Pilger.

## Premis
The Press Awards, abans British Press Awards:
- 1966: Descriptive Writer of the Year[36]
- 1967: Journalist of the Year
- 1970: International Reporter of the Year[37]
- 1974: News Reporter of the Year
- 1978: Campaigning Journalist of the Year
- 1979: Journalist of the Year

Altres premis:
- 1991: Television Richard Dimbleby Award, BAFTA[38]
- 1991: Als 19th International Emmy Awards Emmy pel documenta Cambodia, the Betrayal[39]
- 2009: Sydney Peace Prize[40]
- 2011: Grierson Trust Award[41]
- 2017: Order of Timor-Leste

## Obra publicada
Llibres
| - The Last Day (1975) - Aftermath: The Struggles of Cambodia and Vietnam (1981) - The Outsiders (with Michael Coren, 1984) - Heroes (1986), ISBN 978-1407086293 (2001) - A Secret Country (1989) - Distant Voices (1992 and 1994) | - Hidden Agendas (1998) - Reporting the World: John Pilger's Great Eyewitness Photographers (2001) - The New Rulers of the World (2002; 4th ed. 2016) - Tell Me No Lies: Investigative Journalism and its Triumphs (ed.) Cape (2004) - Freedom Next Time (2006) |

Obres de teatre
- The Last Day (1983)

### Documentals
| - World in Action - "The Quiet Mutiny" (1970) - Conversations With a Working Man (1971) - Palestine Is Still The Issue (Part 1) (1974) - Vietnam: Still America's War (1974) - Guilty Until Proven Innocent (John Pilger) (1974) - Thalidomide: The Ninety-Eight We Forgot (1974) - The Most Powerful Politician in America (1974) - One British Family (1974) - Pilger - "An Unfashionable Tragedy" (1975) - "Nobody's Children" (1975) - "Zap-The Weapon is Food" (1976) - "Pyramid Lake is Dying" (1976) - "Street of Joy" (1976) - "A Faraway Country" (1977) - Mr Nixon's Secret Legacy (1975) - Smashing Kids] (1975) - To Know Us Is To Love Us (1975) - A Nod & A Wink (1975) - Pilger in Australia (1976) - Dismantling A Dream (1977) - An Unjustifiable Risk (1977) - The Selling of the Sea (1978) - Do You Remember Vietnam (1978) - Year Zero: The Silent Death of Cambodia (1979) - The Mexicans (1980) - Cambodia: Year One (1980) - Heroes (1980) - Island of Dreams (John Pilger)(1981) - In Search of Truth in Wartime (1983) | - Nicaragua. A Nations Right to Survive (1983) - The Outsiders (series, 1983) - The Truth Game (1983) - Burp! Pepsi V Coke in the Ice Cold War (1984) - The Secret Country: The First Australians Fight Back (1985) - Japan Behind the Mask (1987) - The Last Dream (1988) - "Heroes unsung" - "Secrets" - "Other People's Wars" - Cambodia: Year Ten (1989) - Cambodia, the Betrayal (1990) - War By Other Means (1992) - Cambodia: Return to Year Zero (1993) - Death of a Nation: The Timor Conspiracy (1994) - Flying the Flag, Arming the World (1994) - Vietnam: The Last Battle (1995) - Inside Burma: Land of Fear (1996) - Breaking the Mirror – The Murdoch Effect (1997) - Apartheid Did Not Die (1998) - Welcome to Australia (1999) - Paying the Price: Killing the Children of Iraq (2000) - The New Rulers of the World (2001) - Palestine Is Still the Issue (2002) - Breaking the Silence: Truth and Lies in the War on Terror (2003) - Stealing a Nation (2004) - The War on Democracy (2007) - The War You Don't See (2010) - Utopia (2013 film)\|Utopia (2013) - The Coming War on China (2016) - The Dirty War on the NHS (2019) |